# Bleek donsvoetje
Het bleek donsvoetje (Tubaria pallidispora) is een schimmel behorend tot de familie Tubariaceae. Hij leeft saprotroof op de bodem of houtstukjes in bossen, plantsoenen, wegbermen en struwelen op min of meer voedselrijke bodems.

## Kenmerken
Hoed
De hoed heeft een diameter van 7 tot 8 mm. Het oppervlak is vrijwel glad en glanzend (soms met kleine toefjes witte velumresten). Er is een duidelijke maar weliswaar kleine umbo aanwezig. De hoed is hygrofaan. Vooral bij vochtig weer aan de hoedrand duidelijk doorschijnend gestreept. Na opdroging is de hoed niet meer gestreept. 
Lamellen
De lamellen zijn breed aangehecht tot iets aflopend, nogal ver uit elkaar. De kleur is bleek rosachtigbruin met witte vlokkige snede. 
Steel
De steel heeft een lengte van 25-30 mm. De dikte is bovenaan 1-1,5 mm en wordt langzaam iets breder richting de steelvoet wat forser (1,5-2 mm). De vorm is bijna cilindrisch. De kleur is gelijk aan de hoed en hij is bedekt mefijne witte velurnresten. De steelvoet is bedekt witte myceliumdraden. Er is geen ring, of enkel met vluchtige vezelige ringzone.

### Microscopische kenmerken
De basidia zijn (1-)2- en 4-sporig, met gespen aan de septen en meten 19-26 × 6-8,5 urn. De sterigmata zijn 4 µm lang, tot 6,5 µm bij 2-sporige basidiën. De sporen zijn eivormig tot zwak amygdaliform, vrij dunwandig, vrijwel kleurloos en meten 7,1-9,2(9,5) × (3,9)4,3-5,6(6,2) µm. Het trama bestaat uit cilindrische tot zwak gezwollen gladde, soms sterk kronkelende hyfen, met een diameter van 3-11 µm. De cheilocystidia op de lamelrand zijn schaars aanwezig, cilindrisch tot iets knotsvormig en meten 30-45 × 4-7 (12) µm.

## Verspreiding
Het bleek donsvoetje komt in Nederland zeldzaam. Het staat niet op een rode lijst en is niet bedreigd.